# Main Beach (East Hampton)
Die im Jahr 2011 zu den America’s Best Beaches gezählte Main Beach in East Hampton in den so genannten Hamptons auf Long Island ist über die Ocean Avenue erreichbar. Nordöstlich dieses Strandes liegen der Hook Pond und der Maidstone Club (Golfclub).